# Rivière Onatchiway
Pour les articles homonymes, voir Onatchiway.
La rivière Onatchiway est un affluent du Petit lac Onatchiway, lequel est traversé vers le Sud par la rivière Shipshaw, coulant sur la rive Nord-Ouest du fleuve Saint-Laurent, dans le territoire non organisé Mont-Valin, dans la municipalité régionale de comté (MRC) Le Fjord-du-Saguenay, dans la région administrative de la Saguenay–Lac-Saint-Jean, dans la Province de Québec, au Canada.
La rivière Onatchiway coule entièrement dans la zec Onatchiway. La foresterie constitue la principale activité économique du secteur ; les activités récréotouristique, en second.
Surtout pour les besoins de la foresterie et des activités récréotouristiques, une route forestière secondaire dessert la rive Est du Petit lac Onatchiway ; d’autres routes forestières desservent la partie Nord du lac Louise donnant ainsi accès aux divers plans d’eau de cette zone,,.
La surface de la rivière Onatchiway est habituellement gelée de la fin novembre au début avril, toutefois la circulation sécuritaire sur la glace se fait généralement de la mi-décembre à la fin mars.

## Géographie
Les principaux bassins versants voisins de la rivière Onatchiway sont :
- Côté Nord : rivière Shipshaw, rivière du Portage, Lac Pamouscachiou, réservoir Pipmuacan, lac Rouvray ;
- Côté Est : Rivière au Poivre, lac au Poivre, rivière François-Paradis, rivière aux Sables, rivière Vénus, rivière La Sorbie ;
- Côté Sud : lac Onatchiway, ruisseau des Mariés, rivière de la Tête Blanche, rivière Nisipi ;
- Côté Ouest : Rivière Shipshaw, Petit lac Onatchiway, rivière Péribonka[2].

La rivière Onatchiway prend sa source à l’embouchure d’un lac Pétamban (longueur : 2,2 km ; altitude : 563 m), en zone forestière. Ce lac est situé du côté Sud-Ouest du lac Rouvray à :
- 27,0 km à l’Ouest du lac Itomamo ;
- 19,3 km au Sud du réservoir Pipmuacan ;
- 23,8 km à l’Est de l’embouchure de la rivière Onatchiway (confluence avec le Petit lac Onatchiway) ;
- 11,2 km au Sud-Est du barrage de l’embouchure du lac Pamouscachiou (réservoir Pipmuacan)[2].

À partir de l’embouchure du lac de tête (lac Pétamban), le cours de la rivière Onatchiway descend sur 38,0 km selon les segments suivants :
- 3,5 km vers l’Est, notamment en traversant le lac des Nymphes (longueur : 0,7 km ; altitude : 563 m), jusqu’à son embouchure ;
- 2,5 km vers le Sud, notamment en traversant le lac Saint-Martin (longueur : 2,8 km ; altitude : 563 m), jusqu’au barrage à son embouchure ;
- 10,0 km vers le Sud, notamment en traversant le Grand lac Croche (longueur : 3,1 km ; altitude : 532 m) lequel reçoit le ruisseau Fillion (venant du Nord) et le Grand Lac (longueur : 4,6 km ; altitude : 532 m), jusqu’à son embouchure située au fond d’une baie du Sud ;
- 6,5 km vers le Sud en traversant le lac Arthur, lac Émile, le lac Henri et le lac Florence (longueur : 1,4 km ; altitude : 502 m), jusqu’à l’embouchure de ce dernier ;
- 4,3 km vers le Sud, en recueillant le ruisseau McDonald (venant du Nord) et du côté Est en fin de segment la rivière au Poivre ;
- 4,0 km vers l’Ouest en traversant le lac Louise (longueur : 5,1 km ; altitude : 456 m) jusqu’à son embouchure ;
- 7,2 km en serpentant vers le Sud-Ouest, puis l’Ouest, pour contourner une montagne, jusqu’à son embouchure. Cette rivière est bien encaissée entre les montagnes dont les sommets atteignent 564 m à l’Est et 503 m au Nord-Ouest[2].

L'embouchure de la rivière Onatchiway se déverse sur la rive Est du Petit lac Onatchiway dans le territoire non organisé de Mont-Valin. Cette confluence de la rivière Onatchiway située à :
- 4,7 km au Nord de l’embouchure du Petit lac Onatchiway (confluence avec le lac Onatchiway) ;
- 24,1 km au Nord-Ouest du barrage Onatchiway, situé à l’embouchure du lac Onatchiway ;
- 76,6 km au Nord du centre-ville de Chicoutimi (désignée « Saguenay ») ;
- 78,1 km au Nord-Est du centre-ville de Alma ;
- 143,8 km au Nord-Ouest de l’embouchure de la rivière Saguenay[2].

À partir du barrage à l’embouchure du Petit lac Onatchiway, le courant descend la rivière Shipshaw vers le Sud, d’abord en traversant notamment le lac Onatchiway, puis le lac La Mothe, avant de se déverser sur la rive Nord de la rivière Saguenay.

## Toponymie
Le toponyme « Rivière Onatchiway » apparait au Dictionnaire des rivières et lacs de la province de Québec (1914). L'appellation Onatchiway serait une déformation du mot innu unatshishineu qui ferait allusion à la tromperie, à la duperie, au stratagème. Selon la tradition orale, les Innus auraient échappé à une poursuite iroquoise en bernant leurs ennemis par quelque stratagème amusant. Pendant plusieurs siècles, ce territoire des environs du lac Onatchiway a fait partie des domaines de chasse et de trappe des bandes innues.
Le toponyme "Rivière Onatchiway" a été officialisé le 5 décembre 1968 à la Banque des noms de lieux de la Commission de toponymie du Québec.